# Cừu Ronaldsay
Cừu Bắc Ronaldsay là một giống cừu có nguồn gốc từ Bắc Ronaldsay một hòn đảo cực bắc của quần đảo Orkney, Scotland. Chúng là một giống cừu sống sót của một giống cừu cổ xưa trước đây tìm thấy trên các đảo Orkney và Shetland (nơi mà có một giống khác là cừu Shetland), cừu Ronaldsay thuộc nhóm giống cừu đuôi ngắn Bắc Âu. Chúng được xem là rất gần gũi với phiên bản gốc của giống cừu đuôi ngắn Bắc Âu thời tiền sử. Chúng là những con cừu nhỏ hơn so với hầu hết những người anh em của nó với con đực thì có sừng và con cừu cái thường khuyết sừng. Giống cừu này được nuôi chủ yếu cho len.
Các bầy bán hoang dã trên vùng Bắc Ronaldsay là bầy ban đầu mà đã tiến hóa để sống gần như hoàn toàn dựa vào rong biển, khi chúng bị phân bố giới hạn trong các bờ biển của một khoảng cách 6 feet (1,8 m) cao tường khô đá nơi mà bao quanh toàn bộ hòn đảo. Điều này đã được xây dựng để bảo tồn đất để canh tác. Các bầy cừu trên Bắc Ronaldsay là bầy lớn nhất của giống cừu hiện nay, với bầy nhỏ trên đảo Linga Holm và đất liền Scotland. Chúng được liệt kê loài này là "dễ bị tổn thương", với ít hơn 600 con cái giống đăng ký tại Vương quốc Anh.

## Đặc điểm

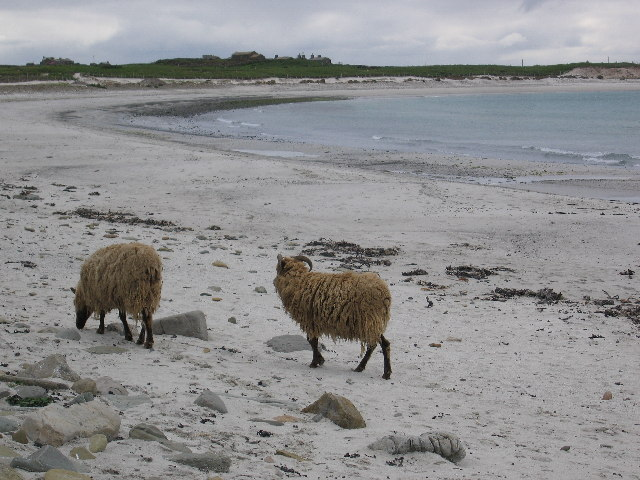
Cừu Ronaldsay

Chúng có thể chất của một giống cừu tầm vóc nhỏ, mà là một sự thích nghi của các động vật thường ở môi trường lạnh khắc nghiệt. Cừu đực thường nặng khoảng 30kg, và con cừu cái hiếm khi vượt quá 25 kg, và khi đứng cao khoảng 41 cm đến vai (vai). Cừu Ronaldsay là một hậu duệ của giống cừu đuôi ngắn châu Âu nguyên thủy. Như tên của cha mẹ gốc chúng có đuôi ngắn tự nhiên. Cừu đực đều có sừng. Những chiếc sừng thường chỏm và xoắn. Tuy nhiên, chỉ có 20 phần trăm của những con cừu cái có sừng, phần còn lại là khuyết sừng. Chúng có nhiều màu lông khác nhau: trắng, nâu, xám và đen.

## Tập tính

Cừu Ronaldsay

Cừu Ronaldsay cừu được ghi nhận có chế độ ăn uống vô cùng khác thường, chúng gần như chỉ bao gồm rong biển. Ngoài một loài thằn lằn (cự đà), có nguồn gốc đến quần đảo Galapagos, chúng là những con vật duy nhất được biết đến là đã thực hiện điều này. Con cừu đã được nghiên cứu và nó đã được quan sát thấy rằng do sở thích và tính sẵn sàng, chúng chủ yếu ăn tảo bẹ nâu. Những thói quen chăn thả cừu cũng đã thích nghi với chế độ ăn uống bình thường của chúng, thay vì chăn thả trong ngày và nhai lại vào ban đêm như con cừu khác thường làm, cừu Ronaldsay ăn cỏ như thủy triều cho thấy bờ (hai lần trong 24 giờ), nhai lại ở mức cao, nguồn nước ngọt của cừu được giới hạn trong số ít các hồ nước ngọt, ao dọc theo bờ biển.
Các con chiên đã tiến hóa sinh lý hơi khác so với con cừu khác, do chế độ ăn uống bình thường của chúng. Hệ thống tiêu hóa của chúng đã thích nghi để trích xuất các loại đường trong tảo biển hiệu quả hơn. Một nghiên cứu năm 2005 tại Đại học Liverpool phát hiện ra rằng chúng đã tăng nhạy cảm với độc tính với đồng yếu tố vi lượng, khi so sánh với một giống truyền thống, chẳng hạn như cừu Cambridge. Điều này là do chế độ ăn uống bình thường của chúng có lực lượng phải thích nghi để giải nén đồng hiệu quả hơn, mà kết quả ở mức độ bình thường của đồng, đó là chất độc gây hại cho các con chiên.
Các nghiên cứu cho thấy rằng chúng có thể trích xuất bốn lần đồng nhiều hơn từ chế độ ăn uống của họ hơn so với các giống truyền thống. Ngoài ra, những con cừu đã được nghiên cứu để thấy rằng chúng có carbon 12 cao: carbon 13 tỷ lệ cấp (δ13C). Carbon phóng xạ đã cho thấy một mức độ δ13C của -13 ‰ (13 phần nghìn) mà vượt xa bất kỳ giống cừu nuôi ăn cỏ nào. Điều này là do chế độ ăn uống của chúng có một hàm lượng δ13C lớn hơn nhiều so với cỏ. 

## Sản phẩm

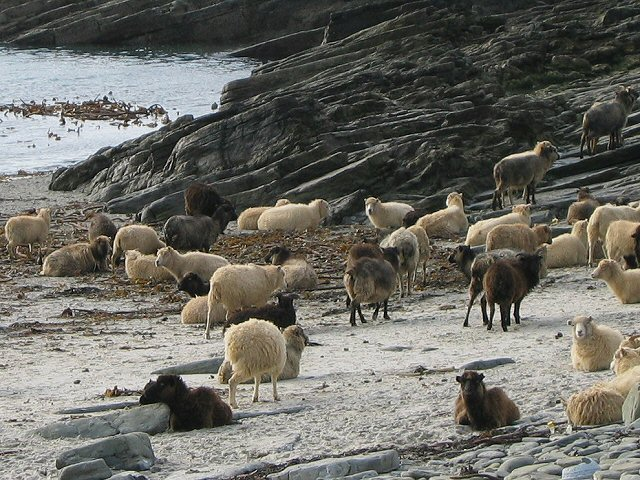
Những con cừu NR

Do chế độ ăn uống bình thường của chúng, thịt cừu từ những con cừu đã được chỉ định đặc biệt của Chính phủ Vương quốc Anh. Tính năng độc đáo, hương vị phong phú của thịt, mà đã được mô tả như là "dữ dội" xuất phát từ chế độ ăn uống rất nhiều iod phong phú và các phương pháp nuôi cừu truyền thống, tình trạng bảo vệ bằng cách Chính phủ Anh là thịt cừu Orkney có nghĩa là chỉ có cừu, mà đã sản xuất cừu nhân giống thuần khiết, thuần chủng có thể được tiếp thị như Cừu Orkney.
Do kích thước nhỏ của chúng, cừu Bắc Ronaldsay đã được nâng lên lịch sử cho len của chúng. Nó đi kèm trong một loạt các màu sắc, và rất giống với các giống cừu Shetland, do tổ tiên chung của bọn chúng, màu sắc đặc trưng phổ biến hơn là những con cừu da trắng và màu xám, nhưng nâu, và da đen, nơi lông tóc có xu hướng được thô, tất cả đều được biểu hiện. Một lông cừu đầy đủ sẽ nặng khoảng 1 kg.
Cừu Ronaldsay là một giống đôi tráng của con cừu, có nghĩa là chúng có một lớp lông và áo khoác len. Lớp lông tơ có xu hướng tốt hơn và mềm mại, thích hợp cho hàng may mặc, trong khi lớp lôn khoác là thô hơn, với mái tóc dài để bảo vệ những con cừu trước thời tiết lạnh, ẩm ướt của môi trường tự nhiên của chúng. Sợi này là bền hơn và có xu hướng được sử dụng bên trong.